# Бічештій-де-Жос
Бічештій-де-Жос (рум. Biceștii de Jos) — село у повіті Вранча в Румунії. Входить до складу комуни Думітрешть.
Село розташоване на відстані 139 км на північний схід від Бухареста, 26 км на південний захід від Фокшан, 86 км на захід від Галаца, 103 км на схід від Брашова.

## Населення
За даними перепису населення 2002 року у селі проживали 629 осіб. Рідною мовою 626 осіб (99,5%) назвали румунську.
Національний склад населення села:
| Національність | Кількість осіб | Відсоток |
| -------------- | -------------- | -------- |
| румуни         | 620            | 98,6%    |
| цигани         | 8              | 1,3%     |